# Ала-Тарасъярви (озеро, Карелия)
Ала-Тарасъярви (Ала-Торасъярви, Ала-Тарасярви) — озеро в России, в Суоярвском районе Карелии.

## Общие сведения
Площадь зеркальной поверхности озера 1,7 км², водосборная площадь водоёма 999 км². Через озеро протекает река Тарасйоки. На озере 12 островов, протекающей через него рекой сообщается с двумя соседними озёрами: Иля-Тарасъярви расположенным выше по течению и Кайтаярви. На последнем расположен населённый пункт Тойвола, через который проходит шоссе 86К-14 («Суоярви — Юстозеро — (через Поросозеро) — Медвежьегорск»).

## Данные водного реестра
По данным государственного водного реестра России расположено на территории Балтийского бассейнового округа, речного бассейна — Нева (включая бассейны рек Онежского и Ладожского озера), речной подбассейн реки — Свирь (включая реки бассейна Онежского озера). Водохозяйственный участок — Шуя.
Код водного объекта — 01040100111102000016795.